# 21 رمضان
- السبت
- الأحد
- الاثنين
- الثلاثاء
- الأربعاء
- الخميس
- الجمعة

- 11 مارس 2025
- 22 مارس 2025
- 33 مارس 2025
- 44 مارس 2025
- 55 مارس 2025
- 66 مارس 2025
- 77 مارس 2025
- 88 مارس 2025
- 99 مارس 2025
- 1010 مارس 2025
- 1111 مارس 2025
- 1212 مارس 2025
- 1313 مارس 2025
- 1414 مارس 2025
- 1515 مارس 2025
- 1616 مارس 2025
- 1717 مارس 2025
- 1818 مارس 2025
- 1919 مارس 2025
- 2020 مارس 2025
- 2121 مارس 2025
- 2222 مارس 2025
- 2323 مارس 2025
- 2424 مارس 2025
- 2525 مارس 2025
- 2626 مارس 2025
- 2727 مارس 2025
- 2828 مارس 2025
- 2929 مارس 2025
- 130 مارس 2025
- 231 مارس 2025
- 31 أبريل 2025
- 42 أبريل 2025
- 53 أبريل 2025
- 64 أبريل 2025

21 رمضان أو 21 رمضان المُبارك أو يوم 21 \ 9 (اليوم الحادي والعُشرون من الشهر التاسع) هو اليوم السابع والخمسون بعد المائتين (257) من أيَّام السنة (أو الثامن والخمسون بعد المائتين لو كان شهر شعبان مُتممًا لليوم الثلاثين أو التاسع والخمسون بعد المائتين لو أتم كلًا من صفر وربيع الآخر وجمادى الآخرة وشعبان ثلاثين يومًا) وفق التقويم الهجري القمري (العربي). يبقى بعده 97 أو 98 أيَّام لانتهاء السنة.

## أحداث
- 3 هـ - الرسول محمد يعق (أي ذبح عقيقة وهو ما يذبح يوم سابع المولود) عن الحسن بن علي، حفيده من ابنته فاطمة الزهراء وابن عمه علي بن أبي طالب، وهو يوم سابعه، وحلق النبي شعره وأمر بتصدق بزنة شعره فضة.
- 40 هـ - مبايعة الخليفة الحسن بن علي بن أبي طالب بالخلافة في الكوفة بعد مقتل أبيه الخليفة الراشد الرابع علي بن أبي طالب.
- 251 هـ - في خلافة أحمد المستعين بالله قامت معركة بين محمد بن أبي الساج والأتراك وانتصر فيها ابن أبي الساج، وذلك في إطار الصراع على السلطة.
- 254 هـ - الخليفةُ المعز لدين الله يتولى نيابةَ الديار المصرية، فأحسن إلى أهلها وأنفق فيهم من بيت المال ومن الصدقات.
- 447 هـ - الخليفة العباسي يأمر بتلاوة خطبة الجمعة في بغداد باسم السلطان السلجوقي طغرل بك، وكان ذلك اعترافًا صريحًا من العباسيين بنفوذ السلاجقة في الدولة العباسية.
- 743 هـ - في بداية سلطنة المنصور بن محمد بن قلاوون، اعتقل بدمشق أربعة من الأمراء المماليك في إطار الصراع على السلطة.
- 825 هـ - السلطان المملوكي برسباي يصدر قرارا بتعيين الأمير أيتمش الخضري استادارًا عوضا عن الأمير أرغون شاه، والاستادار هو الذي يتولى نفقه القصور السلطانية.
- 830 هـ - السلطان برسباي يأمر باعتقال عبد العظيم ناظر الديوان المفرد واستلمه الاستادار ليعذبه ويستخلص منه الأموال، ثم أفرج عنه بعد أن وعد بحمل الأموال وفداء نفسه.
- 1094 هـ - انهيار آخر محاولات العثمانيين لغزو عاصمة الإمبراطورية النمساوية فيينا.
- 1275 هـ - بدء أعمال الحفر في قناة السويس التي تربط بين البحرين المتوسط والأحمر.
- 1271 هـ - خسر الروس 20 ألف قتيل في هجوم جيش الاتفاق الفرنسي البريطاني العثماني على قلعة «سيفاستوبول» الواقعة حاليًا في أوكرانيا أثناء «حرب القرم» بين الدولة العثمانية والإمبراطورية الروسية.
- 1353 هـ - فارس تغير اسمها إلى إيران وذلك بمرسوم حكومي.
- 1356 هـ - إعدام الشيخ فرحان السعدي، قائد المجاهدين في فلسطين ضد الانتداب البريطاني والاستيطان اليهودي.
- 1380 هـ - إنشاء مدينة الطب، أكبر مجمع طبي بالعراق.[1]
- 1397 هـ - انضمام جيبوتي إلى جامعة الدول العربية.
- 1420 هـ - انتخاب الرئيس التركمانستاني صابر مراد نيازوف رئيسًا مدى الحياة.
- 1424 هـ - تفجيرات إرهابية في إسطنبول بتركيا أودت بحياة عدد كبير من الضحايا.
- 1425 هـ - المجلس الأعلى للاتحاد ينتخب الشيخ خليفة بن زايد آل نهيان حاكم إمارة أبوظبي رئيسًا للإمارات العربية المتحدة خلفًا لوالده الشيخ زايد بن سلطان آل نهيان.
- 1429 هـ - سمير جعجع يعلن في كلمته في مهرجان لذكرى شهداء القوات اللبنانية في جونيه اعتذاره عن الأخطاء التي ارتكبتها القوات أثناء الحرب الأهلية.
- 1430 هـ - رئيس الحكومة اللبنانية المكلف سعد الدين الحريري يبلغ رئيس الجمهورية ميشال سليمان اعتذاره عن تشكيل الحكومة وذلك بعد رفض الأقلية النيابية تشكيلة حكومة الوحدة الوطنية التي قدمها وذلك بعد الشهرين ونصف من تكليفه بتشكيل الحكومة.
- 1432 هـ - بدء معركة طرابلس ضمن معارك الثورة على النظام الحاكم وذلك لتحرير العاصمة الليبية من قوات العقيد معمر القذافي.
- 1433 هـ - المجلس الوطني الانتقالي في ليبيا يسلم السلطة للمؤتمر الوطني العام المنتخب قبل 29 يومًا.
- 1439 هـ - مقتل 18 وإصابة أكثر من 90 شخصًا في انفجار كدس للعتاد مخزن في حسينية في مدينة الصدر في بغداد.

## مواليد
- 1 هـ - مروان بن الحكم، الخليفة الأموي الرابع في دمشق، ومؤسس الدولة الأموية الثانية.
- 1331 هـ - عبد السلام النابلسي، ممثل لبناني مصري من أصول فلسطينية.
- 1339 هـ - مأمون الهضيبي، المرشد السادس لجماعة الإخوان المسلمون.
- 1343 هـ - محمد الفيتوري، سياسي وحقوقي تونسي.
- 1351 هـ - داليدا، مغنية إيطالية مصرية فرنسية.
- 1363 هـ - علي بن فليس، رئيس وزراء الجزائر.
- 1392 هـ - جاسم الهويدي، لاعب كرة قدم كويتي.
- 1404 هـ - محمد مبارك، لاعب كرة قدم عماني.

## وفيات
- 40 هـ – علي بن أبي طالب، ابن عم الرسول محمد والخليفة الرابع من سلسلة الخلفاء الراشدون، وأول أئمة الشيعة وأحد العشرة المبشرين بالجنة.
- 214 هـ – ابن أعين المصري، فقيه مالكي.
- 726 هـ - عثمان الأول، أول السلاطين العثمانيين.
- 807 هـ - علي بن أبي بكر الهيثمي، عالم محدث.
- 1028 هـ - ماجد الصادقي، فقيه ومُحدّث شيعي بحراني.
- 1104 هـ - محمد بن الحسن الحر العاملي، عالم دين وفقيه ومرجع ومُحدِّث شيعي لبناني.
- 1356 هـ - فرحان السعدي، قائد المجاهدين في فلسطين.
- 1404 هـ – إبراهيم عزت محمد سليمان، خطيب وواعظ.
- 1432 هـ - نغم فتوكي، ممثلة جزائرية.

## وصلات خارجية
- موقع قصة الإسلام: حدث في شهر رمضان.